# Gustavo Thorlichen
Gustavo Thorlichen (Hamburgo, Alemania, 6 de noviembre de 1906- Alhaurín el Grande, Málaga, España, 12 de noviembre de 1986), fue un fotógrafo y pintor modernista de origen alemán.
En 1937 emigra a Argentina huyendo del nazismo, y es allí donde desarrolla una exitosa carrera de fotógrafo, llegando a fotografiar a personajes como el presidente Juan Domingo Perón y su esposa Eva Duarte, Victoria Ocampo o Jorge Luis Borges. Posteriormente se traslada unos años a Bolivia, donde conocerá a Ernesto Che Guevara. Durante esta época publica algunos libros de fotografías, destacando especialmente "La República Argentina", editado en 1958 y prologado por Jorge Luis Borges. 
En 1970 se traslada por unos meses a Torremolinos (España), y finalmente decide establecer su residencia en la cercana localidad de Alhaurín el Grande, donde desarrollará principalmente su faceta de pintor. Tras su fallecimiento en 1986 por cáncer, el Ayuntamiento de Alhaurín el Grande recibió su legado, compuesto por más de 2500 obras.